# St Ninian's Isle
St Ninian's Isle è una piccola isola tidale collegata dal più esteso tombolo attivo nel Regno Unito con la costa sud-occidentale di Mainland, nelle isole Shetland in Scozia. Il tombolo, conosciuto localmente come ayre, che proviene dall'antico norreno e significa "greto", è lungo 500 metri. Durante l'estate il tombolo si trova al di sopra del livello del mare ed è accessibile a chi desidera percorrerlo. Durante l'inverno, la forte azione delle onde rimuove la sabbia dalla spiaggia; a seconda della definizione utilizzata, St Ninian's Isle può pertanto essere definita come isola o come penisola. Ha un'area di circa 72 ettari e l'insediamento abitato più vicino è Bigton, su South Mainland. L'importante opera in metallo dell'Alto Medioevo, St Ninian's Isle Treasure, composta principalmente da argento, fu scoperta sotto il pavimento della chiesa nel 1958. Molte specie di uccelli, tra cui la pulcinella di mare, vivono sull'isola, e molte altre vi si riproducono.

## Storia

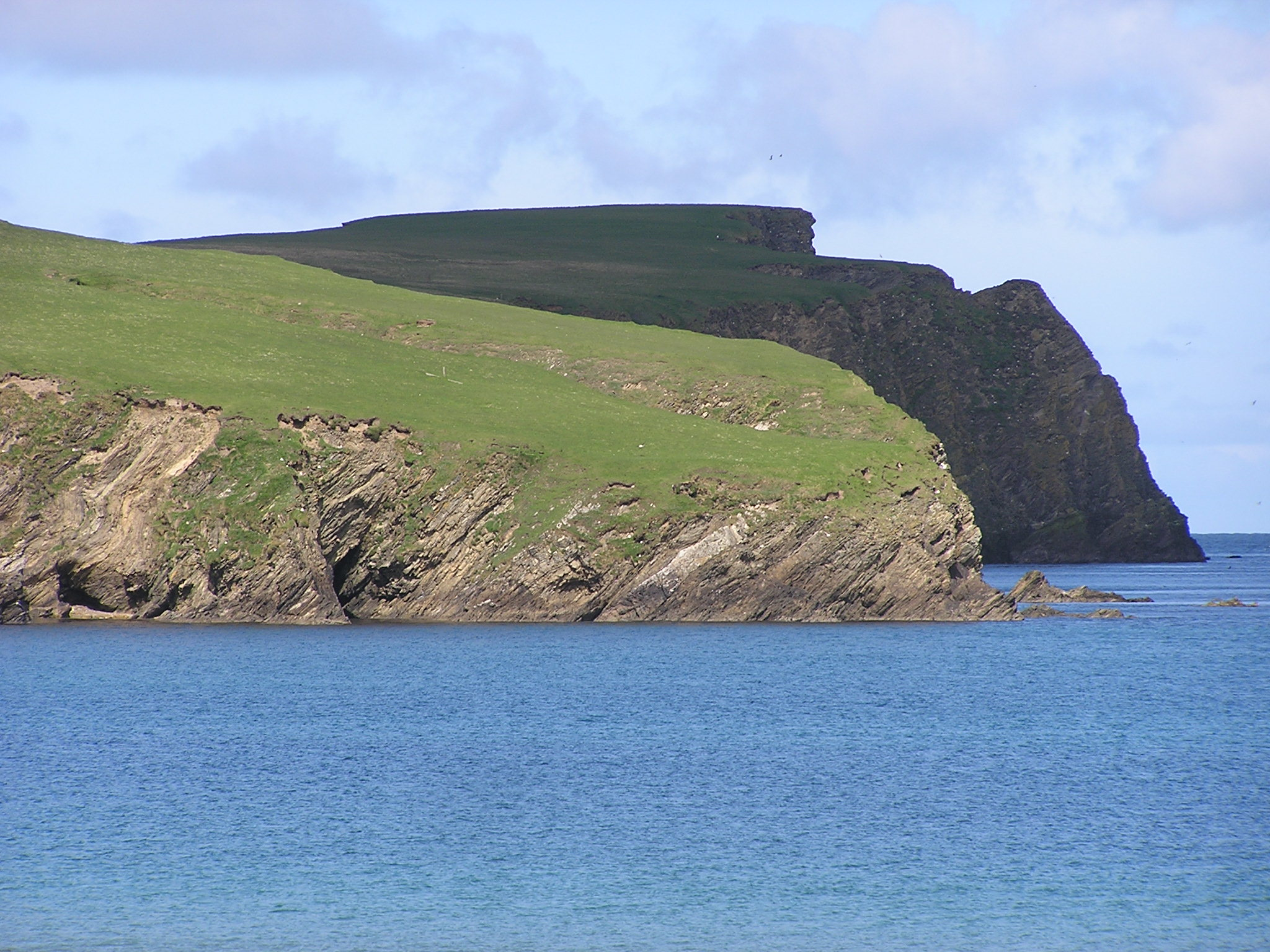
Scogliere sulla St Ninian's isle

Come il nome suggerisce, l'isola aveva collegamenti ecclesiastici che potrebbero essere simili ad altri casi tra le Isole del Nord, le Ebridi e le Isole Faroe che erano legate ai culdee o ai papar. Tuttavia, la storia dell'isola è molto più antica della Cristianità, infatti tombe neolitiche sono state ritrovane all'interno delle mura della cappella (in passato erano sotto il pavimento).
Le rovine di una cappella del XII secolo possono ancora essere ammirate oggi al termine del tombolo. La dedicazione al santo patrono delle Shetland, l'enigmatico San Niniano di Galloway, che è anche largamente venerato nelle vicine isole Orcadi, potrebbe anche essere riflessa nel nome di North Ronaldsay. Nel 1958 un lavoro di escavazione ha scoperto un tesoro in argento del VIII secolo nel pavimento della cappella, sotto una lastra in pietra e deposto all'interno di una scatola in legno, il che ha riportato l'interesse degli archeologi nell'isola. Si sospetta che il tesoro sia stato sepolto lì per nasconderlo dal Vichinghi, oppure sia stato a loro sottratto. Sono stati rinvenuti anche i resti di una cappella pre-norrena, il che potrebbe indicare una presenza degli eremiti Culdee.
L'ultima famiglia a vivere sull'isola si trasferì nel 1796; Henry Leask, il capofamiglia, era stato sposato due volte ed aveva tredici figli.

## Il tesoro di St Ninian's Isle
Il Tesoro di St Ninian's Isle fu scoperto sotto una lastra segnata con una croce nei pavimento dell'antica chiesa di St Ninian il 4 luglio 1958, da uno scolaretto locale, Douglas Coutts. Il ragazzo stava aiutando gli archeologi in visita al luogo, guidati dal professore A.C. O'Dell dell'Università di Aberdeen a scavare sull'isola. Le ciotole in argento, i gioielli e gli altri pezzi sono stati datati intorno all'anno 800 d.C.
Il professor O'Dell, scrivendo nel dicembre 1959 nel giornale Antiquity, racconta che:

"... la chiesa su questo sito fu descritta fin dal XVIII secolo in quanto venerata dalla gente locale, nonostante fosse stata abbandonata a seguito della Riforma in favore di una chiesa più centrale ... ... dalla lingua di terra sabbiosa, che si è formata tra la terraferma e l'isola, le burrasche hanno portato la sabbia e ciò, insieme alla costruzione di un cimitero in uso fino a circa il 1850, seppellì i resti della chiesa e tutta la conoscenza sulla sua esatta posizione, pertanto essa sparì dalla memoria ... Nell'occasione del primo Congresso sui Vichinghi nel 1951 il dott. Douglas Simpson suggerì che una ricerca si sarebbe potuta dimostrare utile e questa ricerca ebbe inizio nel 1955 da parte di alcuni miei studenti, sotto la mia direzione. I risultati in quell'anno e in quelli successivi sono andati oltre le aspettative ... L'edificio medievale con le sue massicce mura in malta, l'altare principale e quello laterale hanno reso gli scavi degni di nota prima del 4 luglio 1958, quando è stato rinvenuto il tesoro. Presso la fondazione dell'arco meridionale, a pochi pollici di distanza da sepolture successive, fu trovata una lastra rotta, di 10,5 pollici per 15 pollici, con una lieve iscrizione recante una croce, e sotto di questa era sepolto il tesoro. Era contenuto in una scatola in larice in cui frammenti, impregnati di sali metallici, non erano stati corrosi dal tempo. Le ciotole erano girate al contrario e le spille e gli altri oggetti erano in un groviglio unico, il che dimostra che erano stati sepolti in fretta. Insieme agli oggetti di era una mandibola di focena e questa, l'unico reperto non metallico, è una forte prova del collegamento ecclesiastico, anche se le spille suggeriscono un legale secolare ..."

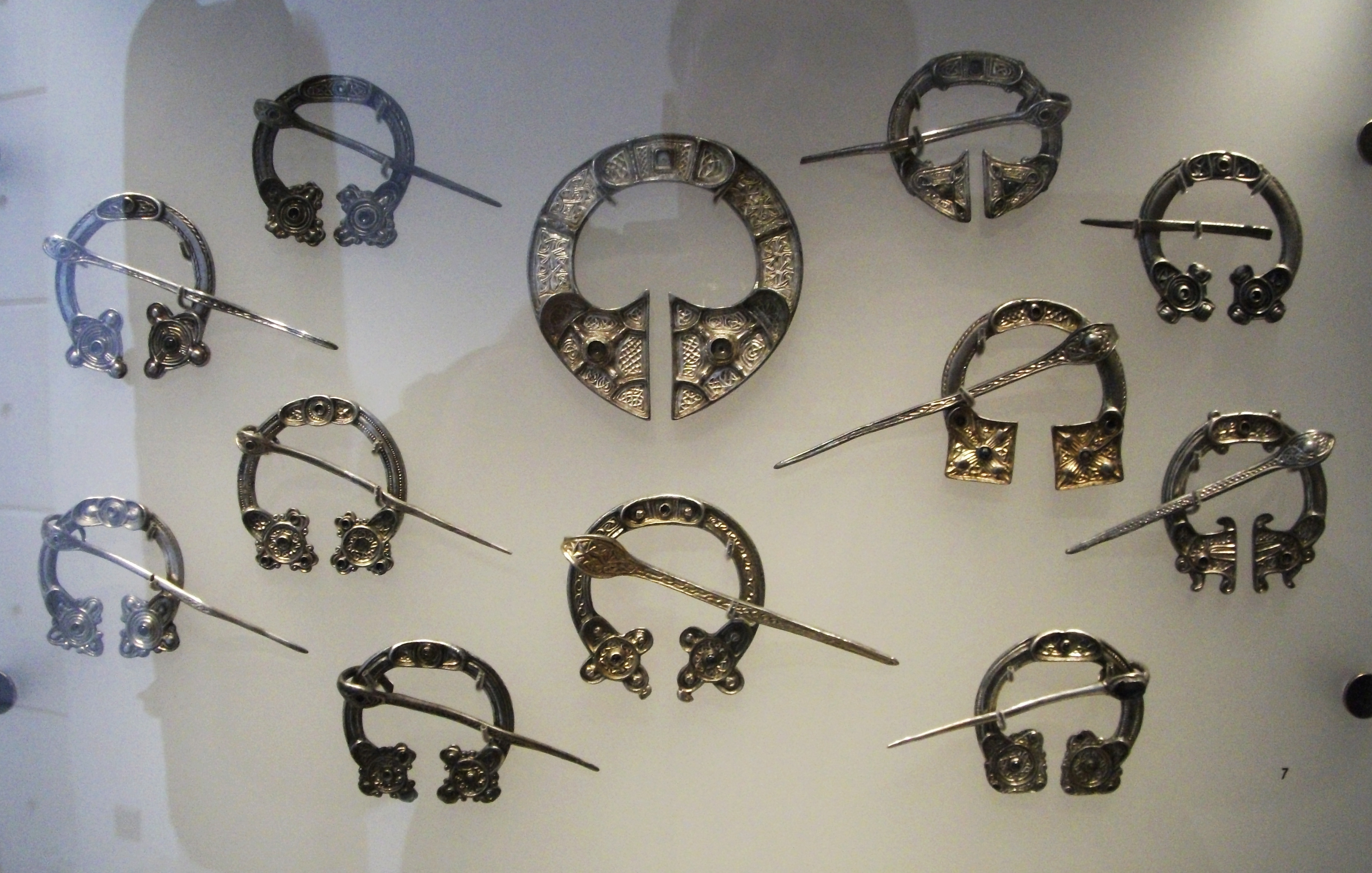
Spille celtiche
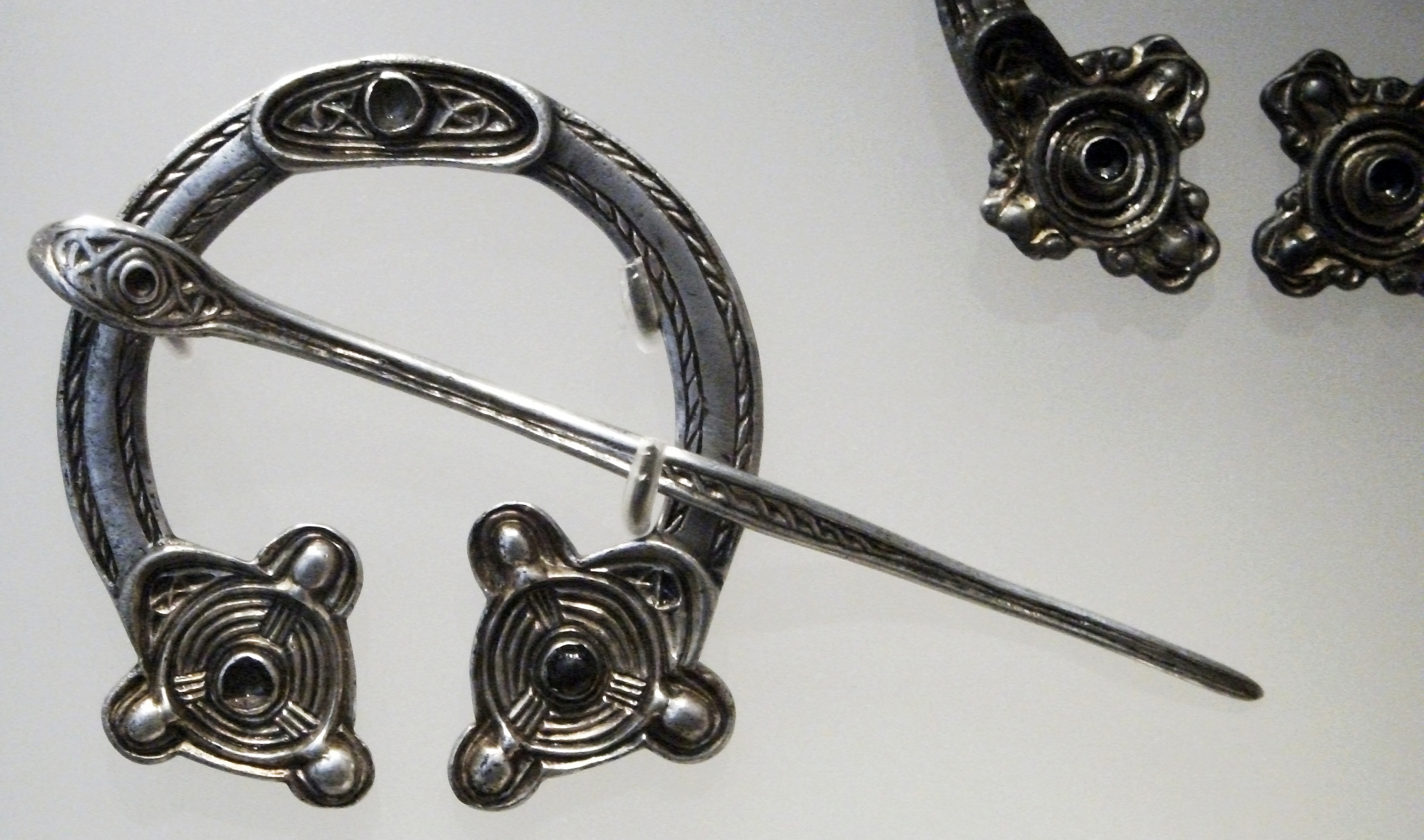
Spille celtiche
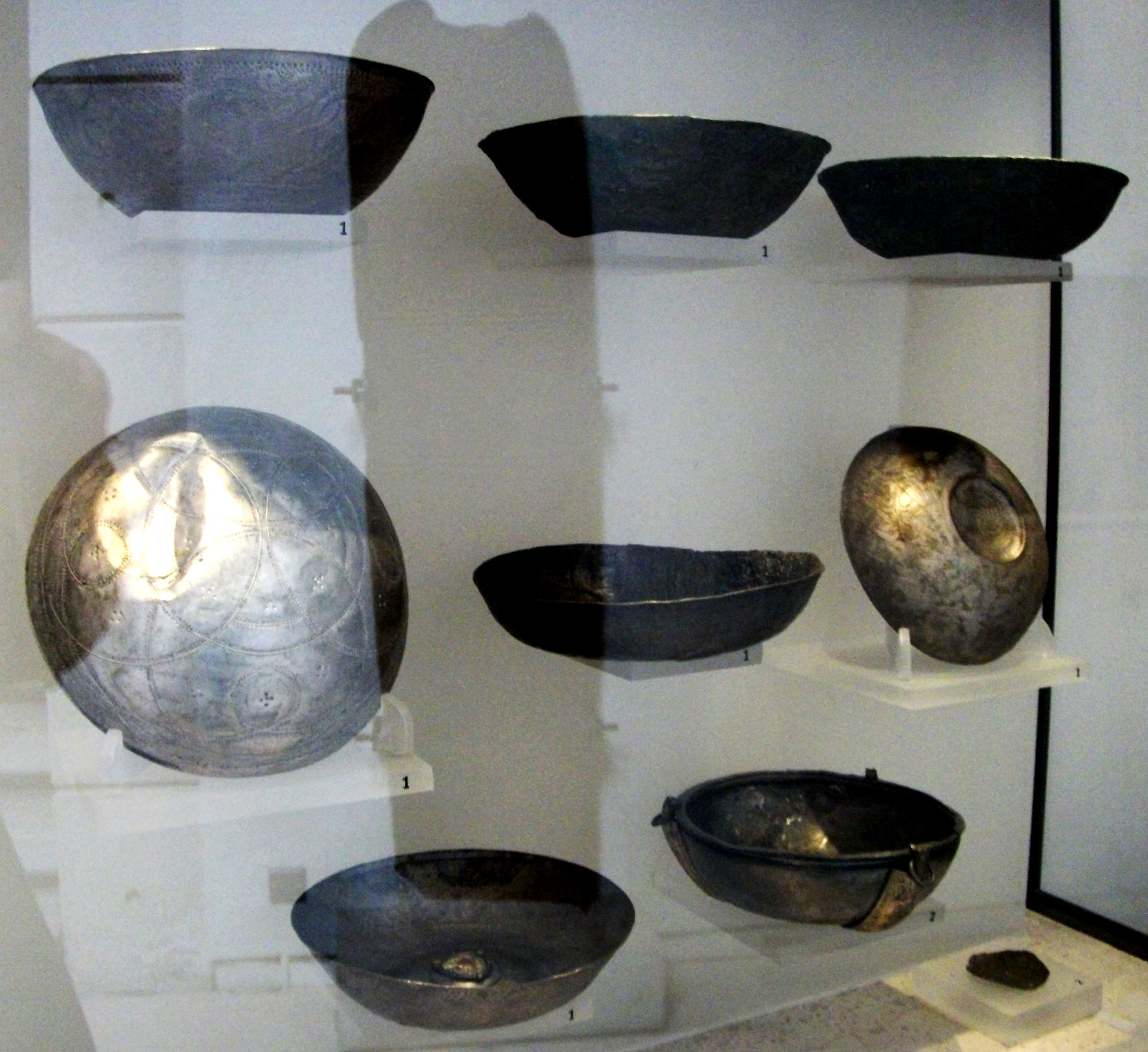
Le ciotole
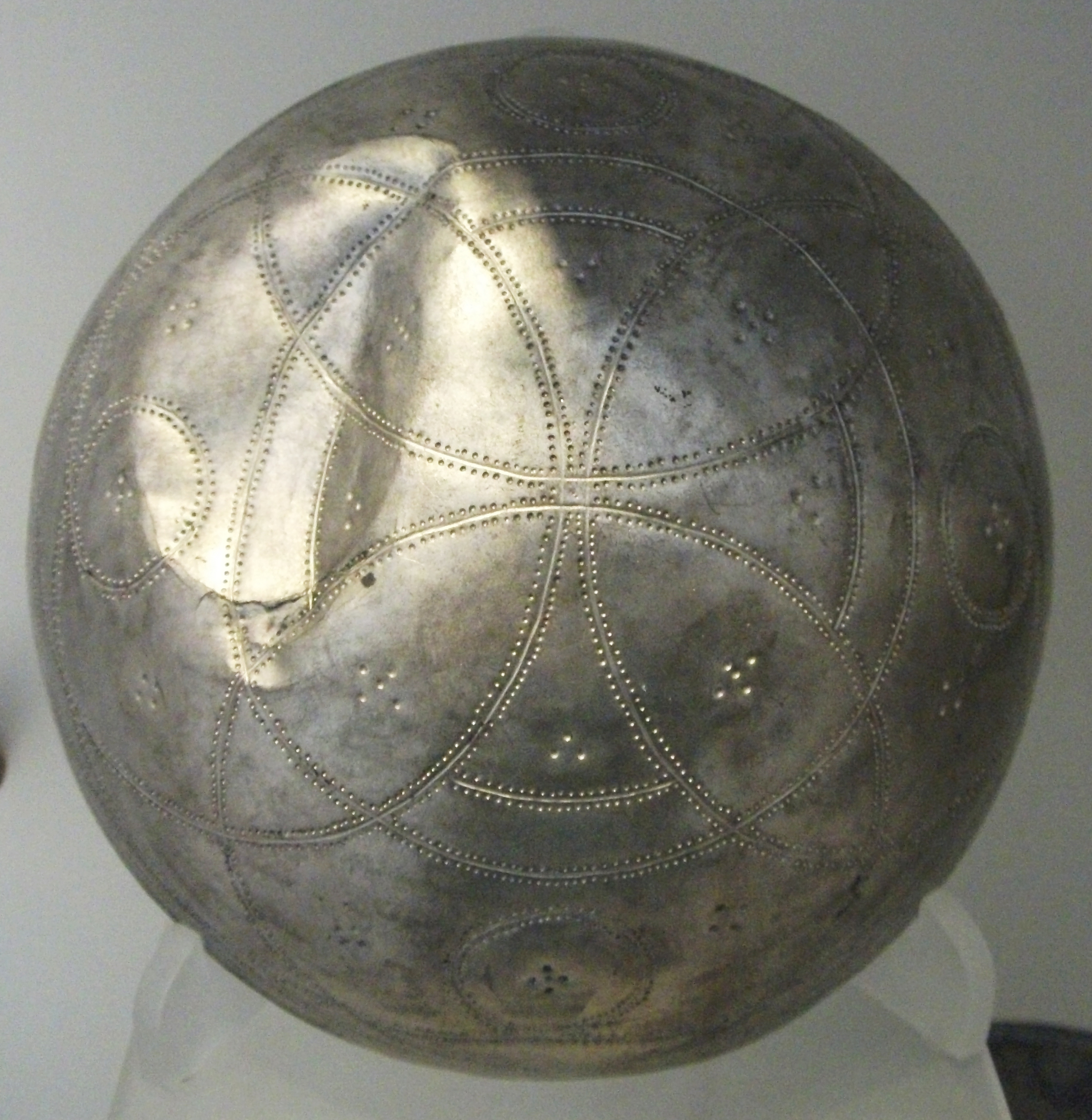
Ciotola
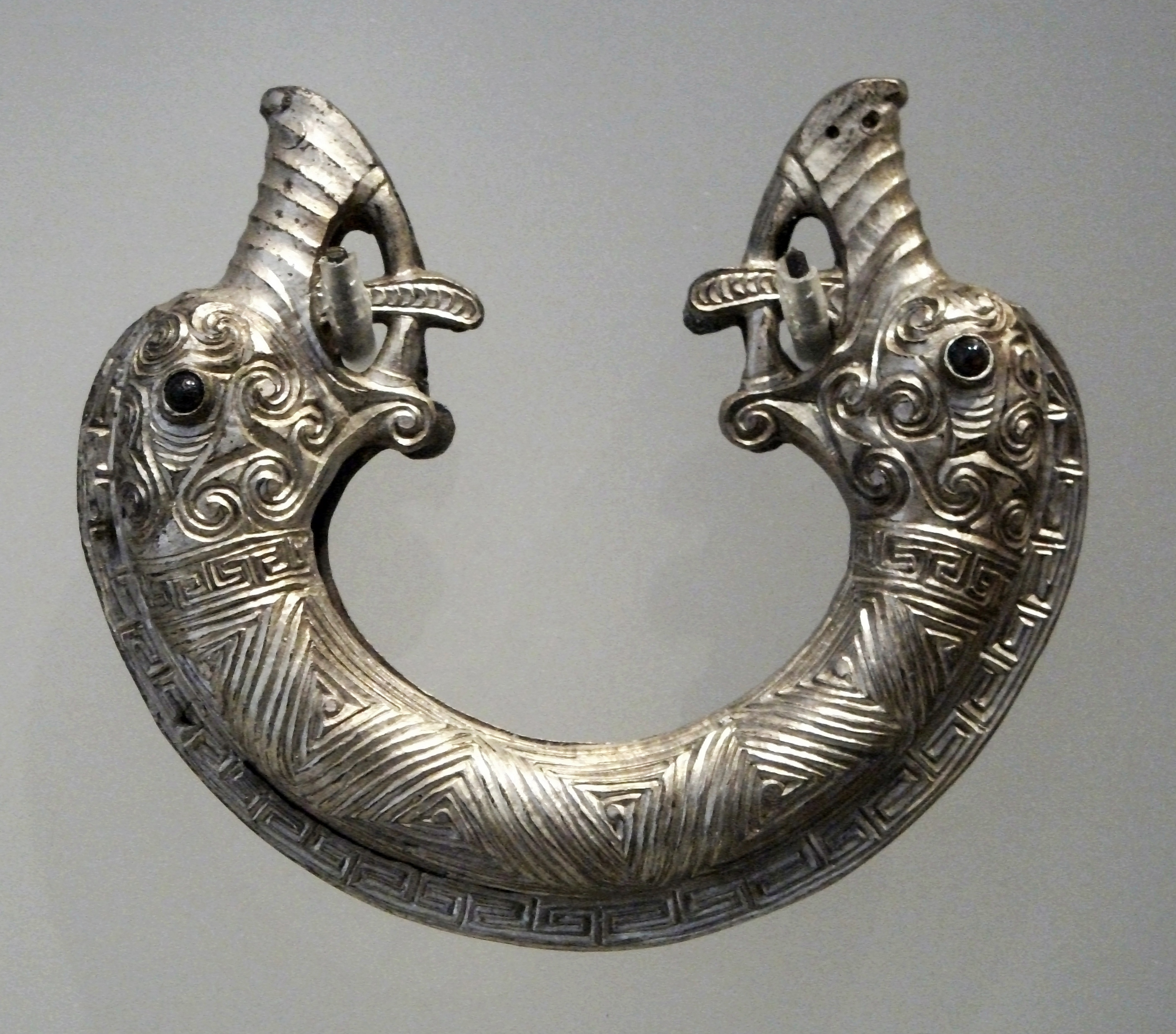
Coprispada
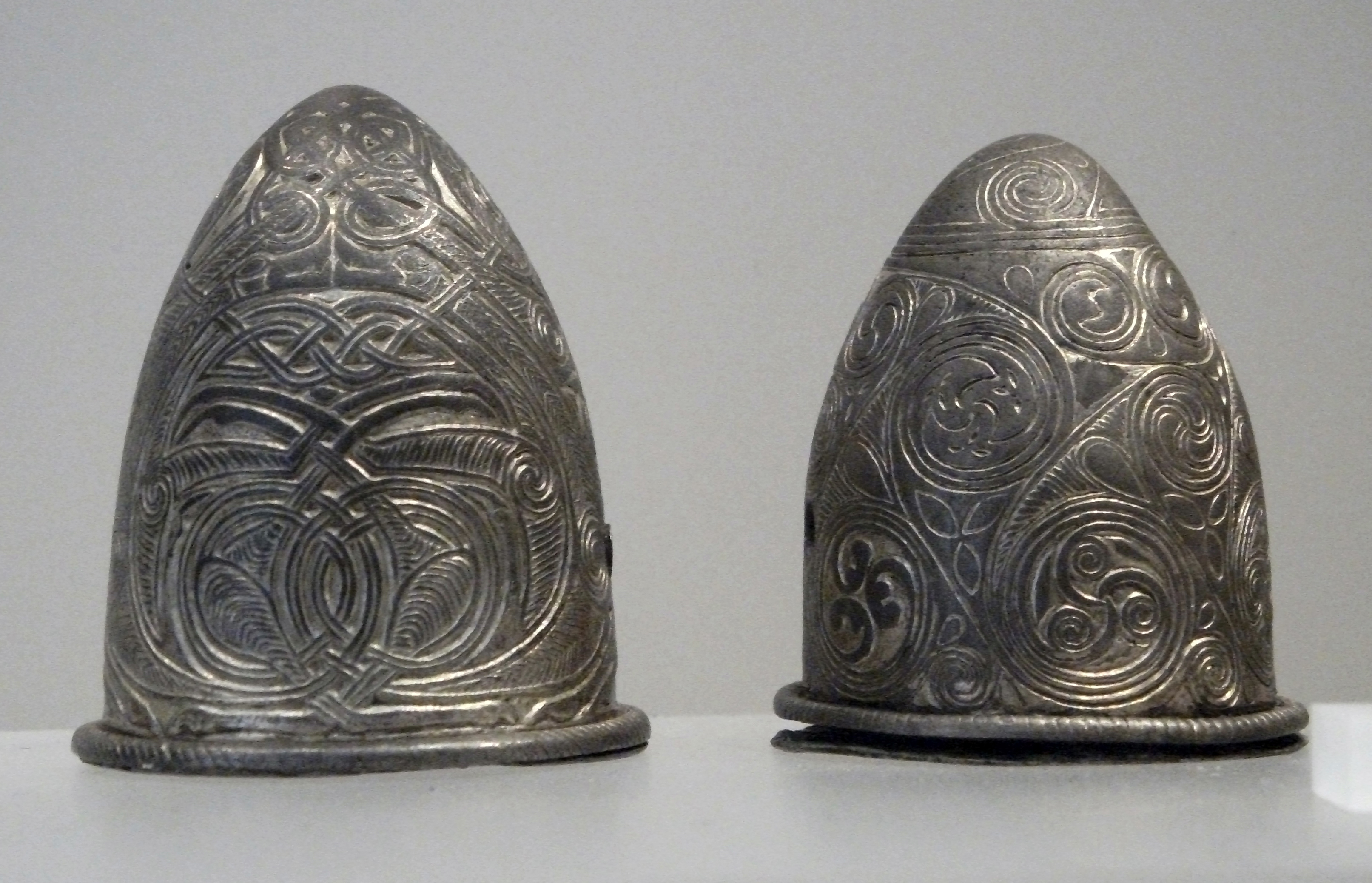
Cappucci
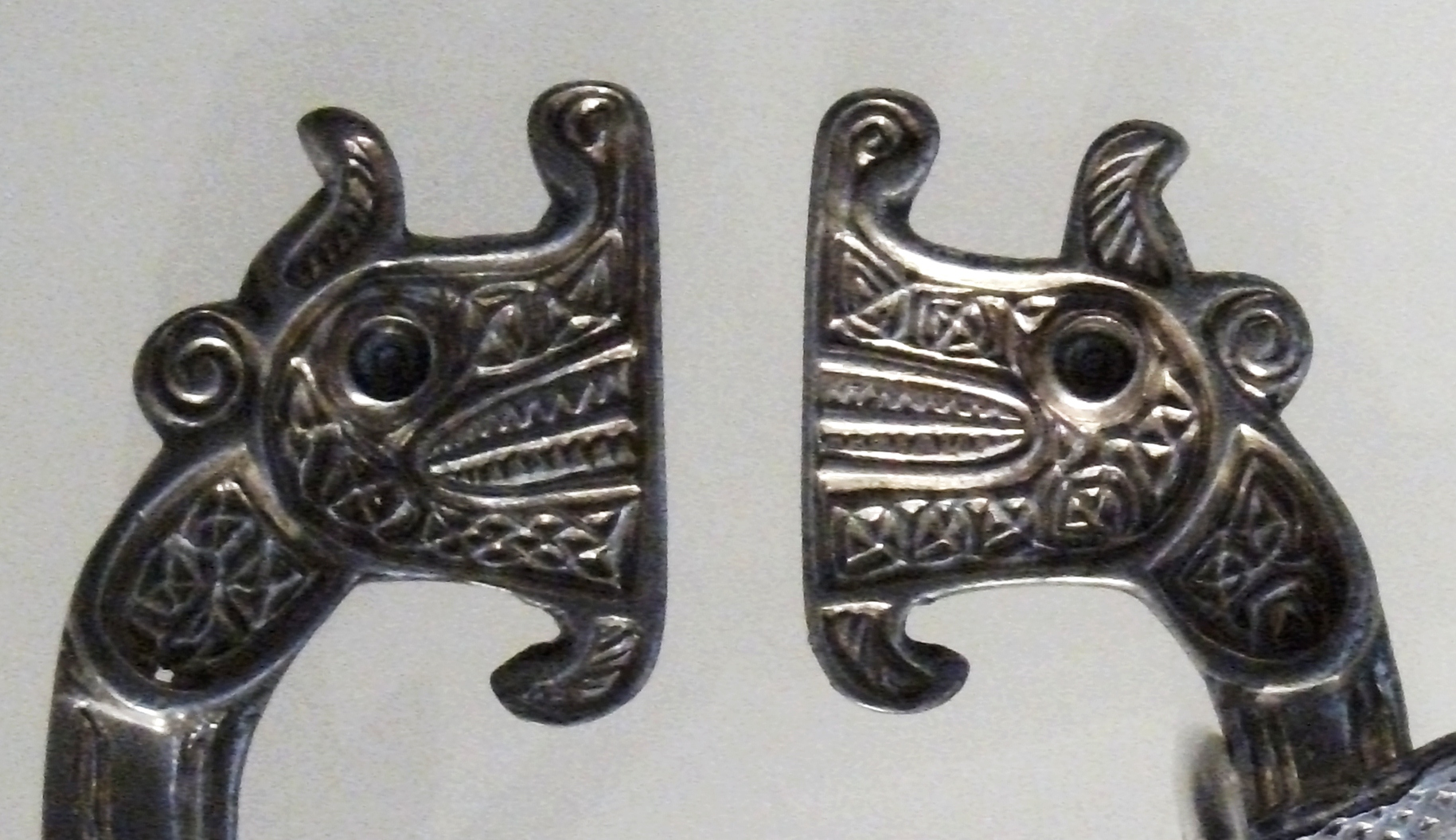
Terminali di una spilla